# Læreren der lovede havet
Læreren der lovede havet (spansk: El maestro que prometió el mar) er en spansk historisk dramafilm fra 2023, der er instrueret af Patricia Font. Filmen er baseret på en virkelig historie om den catalanske lærer Antoni Benaiges, der bliver skolelærer i en landsbyskole i det nordlige Spanien kort før udbruddet af den spanske borgerkrig.

## Handling
Filmen er baseret på den sande historie om den catalanske lærer Antoni Benaiges og hans undervisningsmetoder, da han bliver ansat på en landsbyskole i provinsen Burgos det nordlige Spanien i 1935, kort før den spanske borgerkrig bryder ud. Med sin varme personlighed og uortodokse undervisning knytter han et stærkt venskab med sine elever, som han giver et helt særligt løfte: Han vil tage dem med ud og se havet, som de aldrig har oplevet.
Filmen har en rammefortælling, idet en ung kvinde 75 år senere kommer på sporet af historien, som har forbindelser til hendes egen oldefar, som forsvandt sporløst under krigen.

## Medvirkende
- Enric Auquer som Antoni Benaiges[4]
- Laia Costa som Ariadna[4]
- Luisa Gavasa som Charo[5]
- Gael Aparicio som Carlos[6]
- Alba Hermoso som Josefina[6]
- Nicolás Calvo som Emilio (barn)[6]
- Milo Taboada som Primitivo[6]
- Ramon Agirre som Emilio (gammel)[6]

## Modtagelse

### Spanien
I sit hjemland blev filmen nomineret til fem Goyapriser, som er den vigtigste spanske nationale filmpris.

### Danmark
I Berlingske gav anmelderen Kristian Lindberg filmen fire stjerner og sammenlignede den med den amerikanske Døde poeters klub i undergenren om idealistiske skolelærere, der gør et livslangt indtryk på deres elever. Filmmagasinet Ekko tildelte filmen tre stjerner; anmelderen Rikke Bjørnholt Fink mente, at filmen var velmenende, men manglede ægte drama.